# Andrea Antonelli
Andrea Antonelli (* 17. Januar 1988 in Castiglione del Lago; † 21. Juli 2013 in Wolokolamsk, Russland) war ein italienischer Motorradrennfahrer.

## Karriere
Antonelli begann zunächst auf einem Pocket Bike zu fahren. 2002 trat er in der 125-cm³-Klasse für das Team Skizzato in der italienischen Meisterschaft an. Dort gelang ihm beim Rennen in Magione sein erster Sieg. 2003 trat er in der 125-cm³-Klasse für das Team Leardini auf einer Honda in der Motorrad-Europameisterschaft an. 2004 fuhr er zugleich in der italienischen und spanischen Motorrad-Meisterschaft.
Von 2005 bis 2007 fuhr Antonelli in der Superstock-600-Europameisterschaft. Dort wurde er 2007 mit einem Sieg in Assen und vier zweiten Plätzen Vize-Europameister. Von 2008 bis 2011 bestritt er die Rennen im FIM Superstock 1000 Cup. Seinen Einstand in der Supersport-Weltmeisterschaft gab Antonelli 2008 bei zwei Gaststarts in Katar und Australien gegeben, er ist jedoch in beiden Rennen durch einen Sturz ausgeschieden. 2012 fuhr Antonelli seine erste komplette Saison in der Supersport-Weltmeisterschaft. Mit 60 Punkten belegte er am Jahresende den zehnten Gesamtrang.
2013 ging er für das Team Go Eleven an den Start. Nach dem siebten Rennen belegte er mit 55 Punkten den siebten Rang in der Weltmeisterschaft. Beim achten Lauf auf dem Moscow Raceway stürzte Antonelli am 21. Juli um 13.32 Uhr zwischen den Kurven 14 und 15 auf nasser Fahrbahn nach Kollision mit Massimo Roccoli und wurde anschließend von seinem hinter ihm fahrenden Landsmann Lorenzo Zanetti, der durch die Gischt der vor ihm fahrenden Motorräder nur schlecht sehen konnte, überfahren. Durch die Wucht des Aufpralles wurde Antonelli an den linken Rand der Strecke in das Gras geschleudert. Durch den Zusammenprall zog er sich tödliche Verletzungen am Kopf und im Nacken zu. Eingeleitete Intubationsmaßnahmen blieben erfolglos. Um 14.10 Uhr wurde sein Tod bekannt gegeben. Daraufhin wurden das Rennen und alle weiteren Veranstaltungen für diesen Tag abgesagt. Zanetti zog sich bei diesem Unfall Verletzungen am rechten Handgelenk zu.
Antonellis Tod weist Parallelen zum Unfalltod des Italieners Marco Simoncelli auf, der 2011 ebenfalls von einem nachfolgenden Fahrer überfahren wurde. Er ist nach Craig Jones der zweite Tote in der Supersport-Weltmeisterschaft. Nach Abbruch des Rennens sahen sich die Organisatoren heftiger Kritik ausgesetzt, dass das Rennen unter den äußerst widrigen Streckenbedingungen überhaupt gestartet worden war.
Die Beisetzung erfolgte am 25. Juli 2013 in seiner Geburtsstadt.
Nachfolger Antonellis im Team Go-Eleven wurde Sheridan Morais.

## Statistik

### In der Superstock-600-Europameisterschaft
| Saison | Motorrad | Rennen | Siege | Podien | Poles | Punkte | Ergebnis |
| ------ | -------- | ------ | ----- | ------ | ----- | ------ | -------- |
| 2005   | Kawasaki | 10     | –     | 2      | –     | 90     | 6.       |
| 2006   | Honda    | 10     | –     | 3      | –     | 88     | 5.       |
| 2007   | Honda    | 11     | –     | 5      | –     | 162    | 2.       |
| Gesamt | Gesamt   | 31     | 0     | 10     | 0     | 340    |          |

### Im FIM-Superstock-1000-Cup
| Saison | Motorrad | Rennen | Siege | Podien | Poles | Punkte | Ergebnis |
| ------ | -------- | ------ | ----- | ------ | ----- | ------ | -------- |
| 2008   | Yamaha   | 10     | –     | 1      | –     | 57     | 10.      |
| 2009   | Yamaha   | 10     | –     | –      | –     | 25     | 13.      |
| 2010   | Honda    | 10     | –     | 3      | –     | 98     | 3.       |
| 2011   | Honda    | 10     | –     | –      | –     | 77     | 6.       |
| Gesamt | Gesamt   | 40     | 0     | 4      | 0     | 257    |          |

### In der Supersport-Weltmeisterschaft
| Saison | Motorrad | Rennen | Siege | Podien | Poles | Punkte | Ergebnis |
| ------ | -------- | ------ | ----- | ------ | ----- | ------ | -------- |
| 2008   | Honda    | 2      | –     | –      | –     | –      | –        |
| 2012   | Yamaha   | 13     | –     | –      | –     | 60     | 10.      |
| 2013   | Kawasaki | 8      | –     | –      | –     | 55     | 11.      |
| Gesamt | Gesamt   | 23     | 0     | 0      | 0     | 115    |          |